# Iñaki Iriarte
José Ignacio Iriarte González, más conocido como Iñaki Iriarte (nacido el 18 de julio de 1950 en Vitoria, Álava) es un entrenador de baloncesto español.

## Trayectoria
Se inicia como entrenador en el Colegio San Viator, con 17 años. Con 27 años se saca el título de entrenador nacional y empieza a entrenar en las categorías inferiores del Saski Baskonia. En el año 1978 entrena al primer equipo baskonista y después al Patronato Bilbao. Se asienta durante 4 años en el Club Baloncesto Peñas Huesca, coincidiendo con una de las parejas de estadounidenses más rentables de la historia de la ACB, Brian Jackson y Granger Hall. Después de varias experiencias en ACB y LEB, incluido un regreso al banquillo del Baskonia, se consolida en la estructura baskonista, trabajando con jugadores de cantera, como Tiago Splitter, Devon Van Oostrum, Rinalds Malmanis, Daniel Bordignon, Arturs Kurucs y trabajando con jugadores como Mirza Teletović, Stanko Barać, y Tibor Pleiß.